# Великая свобода
«Великая свобода» (нем. Große Freiheit) — австрийско-немецкий драматический фильм 2021 года, поставленный режиссёром Себастианом Майзе по сценарию Майзе и Томаса Райдера. Мировая премьера состоялась 8 июля 2021 года 74-м Каннском кинофестивале, где фильм участвовал в программе Особый взгляд.

## Сюжет
В 1968 году Ханс Хоффман попадает в тюрьму за то, что он занимался сексом с мужчинами в общественных туалетах. Там его встречает старый знакомый Виктор Бикс, отбывающий там наказание за убийство уже больше 20 лет. На прогулке Ханс замечает юного Лео, одного из своих партнёров из туалета. Ханс попадает в ШИЗО и вспоминает там, как он впервые попал в эту тюрьму.
В 1945 года после освобождения концлагерей войсками союзников Ханса отправили досиживать срок за гомосексуальные связи в ту же тюрьму, где он сидел в другие годы. Его сокамерником оказывается Виктор. Сперва он агрессивно пытается выселить «извращенца», но потом замечает у него на предплечье лагерный номер и предлагает закрыть татуировку, наколов сверху какой-нибудь рисунок. Ханс соглашается.
В 1957 году Ханс снова попадает в ту же тюрьму, на этот раз вместе со своим бойфрендом Оскаром, с которым пытался тайно жить вместе. Оскар оказывается не в силах жить, зная, что не может быть верен себе, и совершает самоубийство. На прогулке Виктор сообщает об этом Хансу и обнимает того, пока он рыдает у него на плече, за что обоих отправляют в ШИЗО.
Когда Ханс оказывается в тюрьме в 1968 году, он видит, что Виктор сильно опустился и начал употреблять инъекционные наркотики. Лео сообщает Хансу, что сказал полиции, что тот его принудил к совершению гомосексуальных половых актов, после чего Ханс пишет признательные показания, подтверждающие слова Лео, и того выпускают. Ханс предлагает Виктору помочь ему «переломаться», Виктор подкупает тюремщика, и Ханса переводят в его камеру. Виктор несколько дней мучается от абстинентного синдрома, и в одну ночь пытается тайно уколоться, но Ханс просыпается и смывает наркотики в унитаз, после чего обнимает Виктора и держит его в объятиях, пока тот вырывается. Утром они просыпаются в одной кровати.
В 1969 году Ханс замечает на столе у тюремщика номер «Шпигеля», где вся обложка занята новостью об отмене параграфа 175 и декриминализации гомосексуальных отношений. Ханс обречённо рассказывает об этом Виктору, сообщая, что больше не вернётся в тюрьму.
Ханс выходит на свободу и первым делом отправляется в гей-бар, спускается там в подвал и видит множество мужчин, занимающихся сексом. Он выходит из клуба и разбивает кирпичом витрину ювелирного магазина, засовывает несколько изделий себе в карман, после чего садится на тротуар и закуривает в ожидании полиции.

## В ролях
| Актёр           | Роль   |
| --------------- | ------ |
| Франц Роговский | Ханс   |
| Георг Фридрих   | Виктор |
| Антон фон Лукке | Лео    |
| Томас Пренн     | Оскар  |

## Критика
Фильм принадлежит к жанру экзистенциального кино и освещает послевоенную историю Германии, ЛГБТ-сообщество во времена преследований и влияние тюремного заключения на сознание. Давид Кац с сайта Cineuropa похвалил тон, не скатывающийся в чёрную меланхолию, бережное обращение с материалом и режиссуру, отметив, что все сюжетные линии в итоге сходятся в развязке, а то, что в фильме не обсуждаются социальные причины сохранения гомофобного нацистского законодательства, счёл нерелевантным для сюжета. Дэвид Руни (The Hollywood Reporter) также отметил акцент на психологической стороне тюремного заключения и возникновении любви между антагонистичными поначалу людьми. Руни похвалил операторскую работу Кристель Фурнье, ранее работавшей с Селин Сьямма, в особенности выделив композицию кадра.
По мнению Стефани Банбери (Deadline), реалистичность серых тюремных будней и дегуманизирующего отношения охраны в фильме удачно оттеняет актёрскую игру Роговского и Фридриха. Гэри Крамер (Salon) также положительно отметил реалистичность повествования и указал на то, что Майзе снимал «Великую свободу» в настоящей тюрьме, а Роговский похудел на 12 кг для съёмок сцен 1945 года. Крамер высоко оценил прямолинейность и упорство главного героя, не желающего обстоятельствам сломить его или заставить сомневаться в себе, а фильм назвал «глубоким исследованием человеческой устойчивости и способности к сопротивлению».
Критики похвалили игру Роговского, Гай Лодж из Variety охарактеризовал её как «тихо пронзающую уязвимость». Высоких оценок удостоились и режиссура, и сценарий. Критик сайта The Film Stage Су Чжонин поместил «Великую свободу» в список лучших фильмов 2021 года и назвал его «лирическим, сочувственным и категорически несентиментальным».
По состоянию на январь 2022 года на сайте Rotten Tomatoes «Великая свобода» имеет рейтинг 100 %, на сайте Метакритик — 89 %.

## Награды
- Высшая награда Севильского кинофестиваля[англ.][14],
- приз жюри Каннского фестиваля[15],
- шортлист 94-й премии Оскар в номинации «Лучший иностранный художественный фильм»[16].